# Le Temps des fleurs
Le Temps des fleurs è un album in studio della cantante franco-italiana Dalida, pubblicato nel 1968 da Barclay.

## Tracce
Lato A
1. Le temps des fleurs
2. Quelques larmes de pluie
3. Manuella
4. Dans la ville endormie
5. Le septième jour
6. La bambola

Lato B
1. Les anges noirs
2. Je m'endors dans tes bras
3. Tire l'aiguille
4. Le petit perroquet
5. Je me repose
6. Tzigane